# Anderson Cléber Beraldo
Anderson Cléber Beraldo (* 27. April 1980 in  São Paulo) ist ein brasilianischer ehemaliger Fußballspieler und -trainer.

## Karriere
Anderson Cléber begann seine Karriere bei Corinthians São Paulo. Bei dem Klub trat er bis zum Jahr 2005 an und konnte diverse Titel gewinnen, zum Beispiel die Copa do Brasil 2002. Danach wagte er den Wechsel nach Europa und ging zu Benfica Lissabon. Dort spielte er an der Seite von Landsmann Luisão in der Innenverteidigung. Allerdings spielte er in der zweiten Saison selten, da er sich in Brasilien um seinen erkrankten Sohn kümmerte. Im Juni des Jahres 2007 wechselte er dann für drei Millionen Euro zu Olympique Lyon. Mit dem Klub wurde er in der Saison 2007/08 Meister und Pokalsieger. Nach Abschluss der Saison ging er für den Rest des Jahres auf Leihbasis in seine Heimat zum FC São Paulo. In dem Jahr konnte er hier die Série A 2008 gewinnen. 2009 verbrachte Anderson Cléber als Leihe beim Cruzeiro Belo Horizonte. Danach kehrte er zu Olympique zurück. Nach auslaufen des Vertrages ging er zurück in seine Heimat, spielte aber in keinem Topklub mehr und beendete 2013 seine aktive Laufbahn.
2016 arbeitete kurzzeitig bei Associação Portuguesa de Desportos als Trainer.

## Nationalmannschaft
Anderson Cléber debütierte 2005 gegen Guatemala in der Seleção. Er erzielte in seinem ersten Länderspiel direkt sein erstes Tor. Trotz dieser Leistung wurde er danach nicht wieder in die Nationalelf berufen.

## Erfolge
Corinthians
- Staatsmeisterschaft von São Paulo: 2001, 2003
- Torneio Rio-São Paulo: 2002

- Copa do Brasil: 2002

Benfica
- Portugiesischer Fußball-Supercup: 2005

Lyon
- Französischer Fußballpokal: 2007/08
- Ligue 1: 2007/08

São Paulo
Campeonato Brasileiro de Futebol: 2008
Cruzeiro
- Staatsmeisterschaft von Minas Gerais: 2009

Paraná
- Staatsmeisterschaft von Paraná Série B: 2012